# لوريتا شيفر
لوريتا شيفر (بالإنجليزية: Loretta Schafer)‏ هي موظفة دينية ‏ أمريكية، ولدت في 17 أبريل 1917 في شيكاغو في الولايات المتحدة، وتوفيت في 19 فبراير 1998 في Saint Mary-of-the-Woods, Indiana ‏ في الولايات المتحدة.